# شهر جدید شهریار
شهر جدید شهریار در بخش باسمنج استان آذربایجان شرقی، واقع در کیلومتر ۴ جاده تبریز - اهر در شمال شرق تبریز به عنوان اولین و تنها شهر غیردولتی کشور توسط شرکت جهاد خانه‌سازی آذربایجان شرقی در حال احداث است. هدف از اجرای آن، اسکان سرریز جمعیت شهر تبریز بوده و پیش‌بینی جمعیت آن، ۱۷۰ هزار نفر و مساحت محدوده قانونی آن ۱۵۰۰ هکتار است که در ۵ فاز طراحی شده‌است.
از جمله اقدامات شرکت جهاد خانه‌سازی می‌توان به ۵۰۰۰۰ هزار اصله درخت کاری گسترده تاکنون با استفاده از آبیاری قطره ای، ایجاد مسیرهای دوچرخه سواری پیوسته، طراحی مدرن و خاص از لحاظ معماری و شهرسازی، طراحی و اجرای پارک‌های جنگلی و کوهستانی، پیست حرفه ای آفرود و موتور سواری اشاره کرد.